# Liste der Biografien/Pac
Liste der Biografien |
Portal Biografien |
Personensuche
# |
A |
B |
C |
D |
E |
F |
G |
H |
I |
J |
K |
L |
M |
N |
O |
P |
Q |
R |
S |
T |
U |
V |
W |
X |
Y |
Z |
?
 
Pa |
Pc |
Pe |
Pf |
Ph |
Pi |
Pj |
Pk |
Pl |
Pm |
Pn |
Po |
Pr |
Ps |
Pt |
Pu |
Pv |
Pw |
Py
 
Paa |
Pab |
Pac |
Pad |
Pae |
Paf |
Pag |
Pah |
Pai |
Paj |
Pak |
Pal |
Pam |
Pan |
Pao |
Pap |
Paq |
Par |
Pas |
Pat |
Pau |
Pav |
Paw |
Pax |
Pay |
Paz
Die Liste der Biografien führt alle Personen auf, die in der deutschsprachigen Wikipedia einen Artikel haben. Dieses ist eine Teilliste mit 480 Einträgen von Personen, deren Namen mit den Buchstaben „Pac“ beginnt.

## Pac
- PAC (* 1986), britischer WrestlerPAC (* 1986)

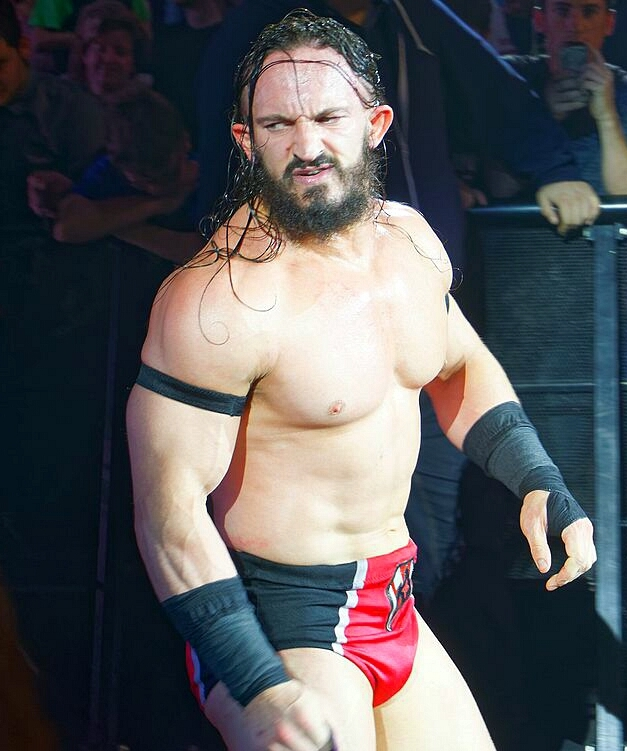
PAC (* 1986)

- Pac, Erin (* 1980), US-amerikanische Bobfahrerin
- Pac, Krzysztof Zygmunt (1621–1684), Kanzler des Großfürstentums Litauen
- Pac, Ludwik Michał (1778–1835), polnischer General in der Napoleonischen Armee
- Pac, Michał Kazimierz (1624–1682), Hetman des Großfürstentums Litauen, Woiwode von Vilnius

### Paca
- Paca, William (1740–1799), amerikanischer Jurist und Politiker; unterzeichnete für Maryland die Unabhängigkeitserklärung der Vereinigten Staaten
- Pacák, Bedřich (1846–1914), böhmisch-tschechischer Politiker
- Pacák, Franz (1713–1757), böhmischer Bildhauer (Barock und Rokoko)
- Pacák, Georg (1670–1742), böhmischer Bildhauer des Barock
- Pacák, Ivan (* 1962), tschechoslowakischer Skirennläufer
- Pacák, Marián Andrej (* 1973), slowakischer Ordensgeistlicher, emeritierter slowakisch griechisch-katholischer Bischof von Toronto
- Pácal, Franz (1866–1938), böhmischer Opernsänger (Tenor)
- Pacalet, Jean (1951–2011), französischer Komponist und Musiker
- Pacanda, Milan (* 1978), tschechischer Fußballspieler
- Pacar, Janko (* 1990), kroatisch-schweizerischer Fußballspieler
- Pacar, Johnny (* 1981), US-amerikanischer Schauspieler und Musiker
- Pacari, Nina (* 1961), ecuadorianische Politikerin
- Pačarić, Maja (* 1993), kroatische Leichtathletin
- Pacas, Joel (* 1989), kanadischer Biathlet
- Pacassi, Johann Baptist von (1758–1818), österreichischer Jurist, Architekt, Maler, Mathematiker und Astronom
- Pacassi, Nikolaus von (1716–1790), österreichischer ArchitektNikolaus von Pacassi (1716–1790)

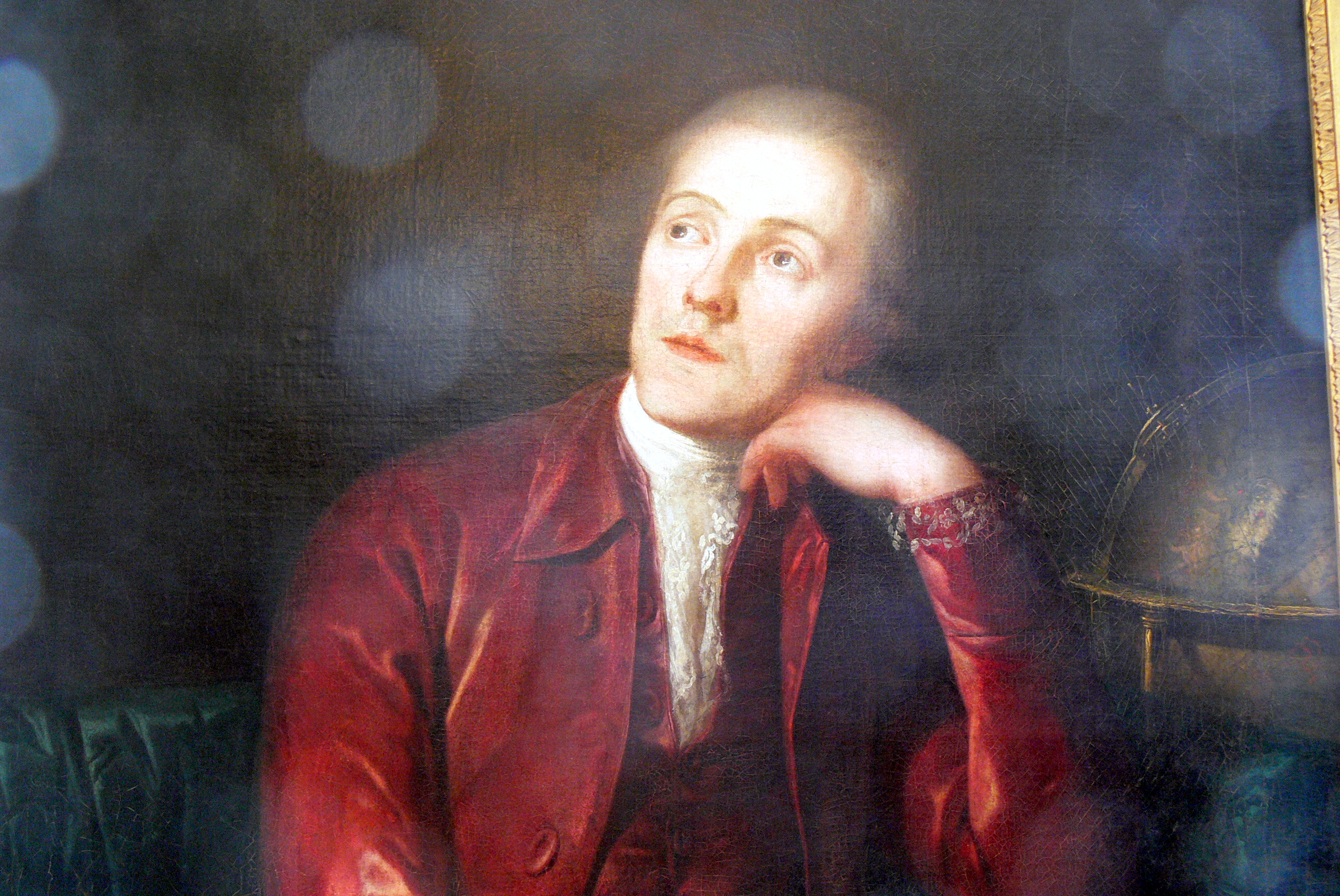
Nikolaus von Pacassi (1716–1790)

- Pacat, C. S., australische Schriftstellerin
- Pacatianus († 249), römischer Usurpator
- Pacatus, antiker römischer Toreut
- Pacay, Mario (* 1997), guatemaltekischer Langstreckenläufer

### Pacc
- Pacca, Bartolomeo (1756–1844), italienischer Kardinal
- Pacca, Bartolomeo (1817–1880), italienischer Kurienkardinal
- Paccagnella, Ottavio (* 1956), italienischer Radrennfahrer
- Paccagnella, Veronica (* 1992), italienische Ruderin
- Paccard, Alexis (1813–1867), französischer Architekt
- Paccard, Michel (1908–1987), französischer Eishockeyspieler
- Paccard, Michel-Gabriel (1757–1827), Arzt und Erstbesteiger des Mont Blanc
- Paccher, Roberto (* 1965), italienischer Politiker
- Pacchia, Girolamo del (* 1477), italienischer Maler
- Pacchiarotti, Giacomo (* 1474), italienischer Maler
- Pacchierotti, Gaspare († 1821), italienischer Opernsänger
- Pacchioli, Mario (* 1981), Schweizer Sänger, Musiker und SchauspielerMario Pacchioli (* 1981)

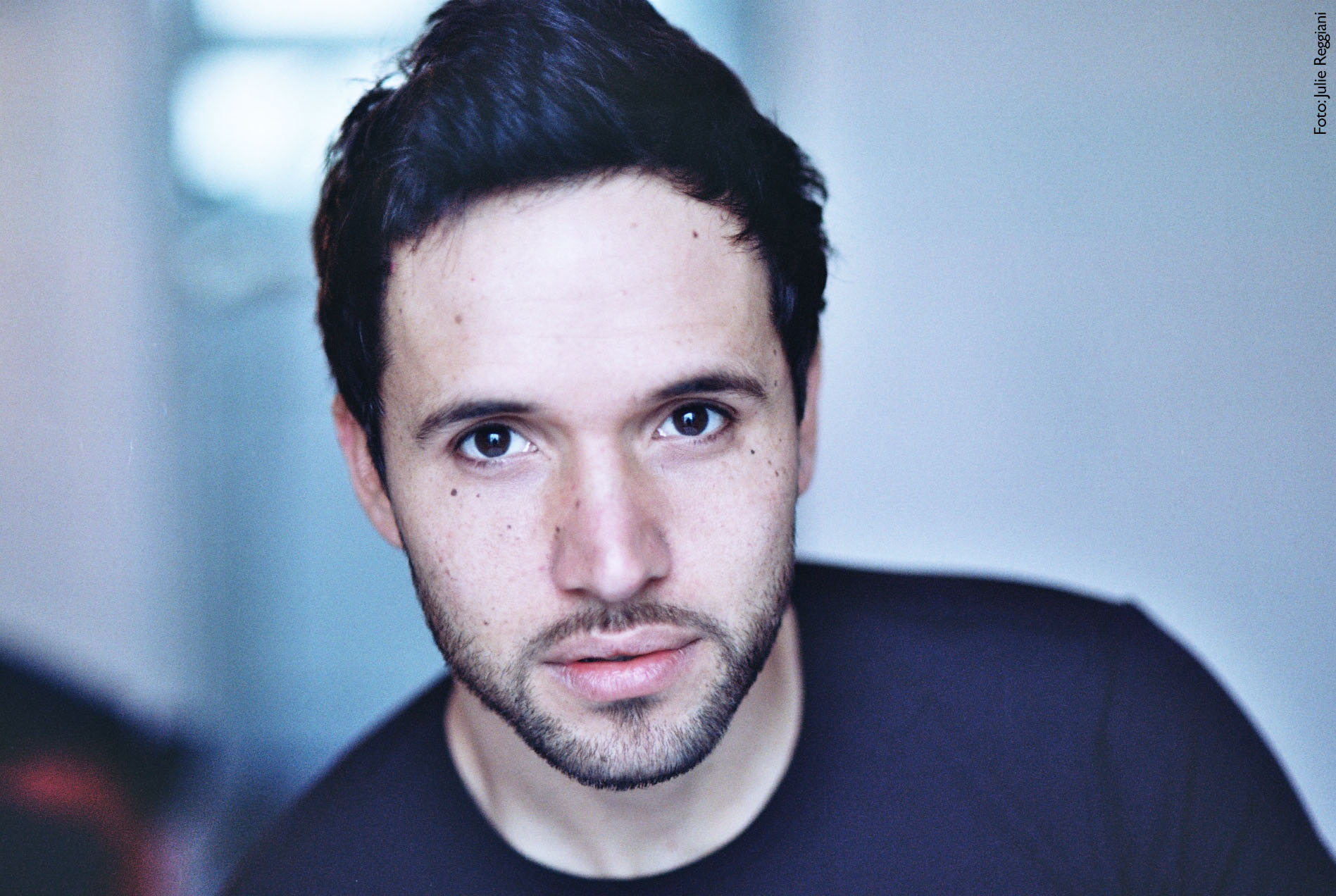
Mario Pacchioli (* 1981)

- Pacchioni, Antonio († 1726), italienischer Mediziner und Anatom
- Pacciardi, Randolfo (1899–1991), italienischer Politiker (PRI), Mitglied der Camera dei deputati
- Paccius Nonianus, Lucius, römischer Centurio
- Paccolat, Joseph (1823–1909), Schweizer römisch-katholischer Abtbischof der Territorialabtei Saint-Maurice
- Paccolat, Monique (* 1954), Schweizer Politikerin (CVP)
- Paccosi, Giovanni (* 1960), italienischer Geistlicher und römisch-katholischer Bischof von San Miniato
- Paccoud, Fanny, französische Geigerin und Bratschistin

### Pace
- Pace Forno, Gaetano (1809–1874), maltesischer Geistlicher, Bischof von Malta
- Pace von Friedensberg, Anton (1851–1923), österreichischer Verwaltungsbeamter und Politiker
- Pace, Ada (1924–2016), italienische Autorennfahrerin
- Pace, Biagio (1889–1955), italienischer Klassischer Archäologe
- Pace, Camillo (1862–1948), italienischer Theologe, Evangelist und Waisenhausleiter
- Pace, Carlos (1944–1977), brasilianischer Formel-1-RennfahrerCarlos Pace (1944–1977)

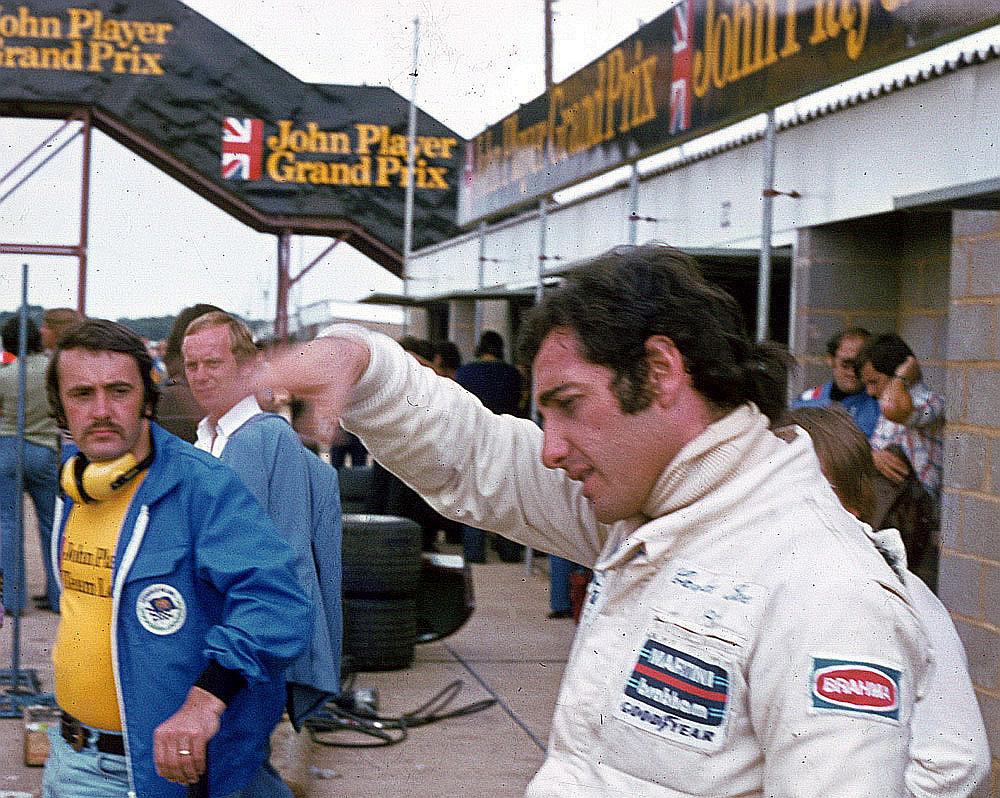
Carlos Pace (1944–1977)

- Pace, Darrell (* 1956), US-amerikanischer Bogenschütze und mehrfacher Olympiasieger
- Pace, Domenico (1924–2022), italienischer Fechter
- Pace, Dominic (* 1975), US-amerikanischer Schauspieler
- Pace, Enrico (* 1967), italienischer Pianist, Dirigent und Komponist
- Pace, Flavio (* 1977), italienischer römisch-katholischer Geistlicher, Kurienerzbischof
- Pace, Francesca (* 2005), italienische Tennisspielerin
- Pace, Franco (* 1942), italienischer Segelsport- und Yacht-Fotograf
- Pace, Frank junior (1912–1988), US-amerikanischer Politiker
- Pace, Georgie (1915–1984), US-amerikanischer Boxer
- Pace, Giuseppe (1890–1972), maltesischer römisch-katholischer Geistlicher und Bischof von Gozo
- Pace, Harry (1884–1943), US-amerikanischer Aktivist, Musikverleger, Versicherungsmanager und Anwalt
- Pace, Ivan Jr. (* 2000), US-amerikanischer American-Football-Spieler
- Pace, Jackson (* 1999), US-amerikanischer Schauspieler
- Pace, Jamie (* 1977), maltesischer Fußballspieler
- Pace, Joseph (* 1959), italienischer Maler, Bildhauer und Philosoph
- Pace, Kate (* 1969), kanadische Skirennläuferin
- Pace, Lee (* 1979), US-amerikanischer SchauspielerLee Pace (* 1979)

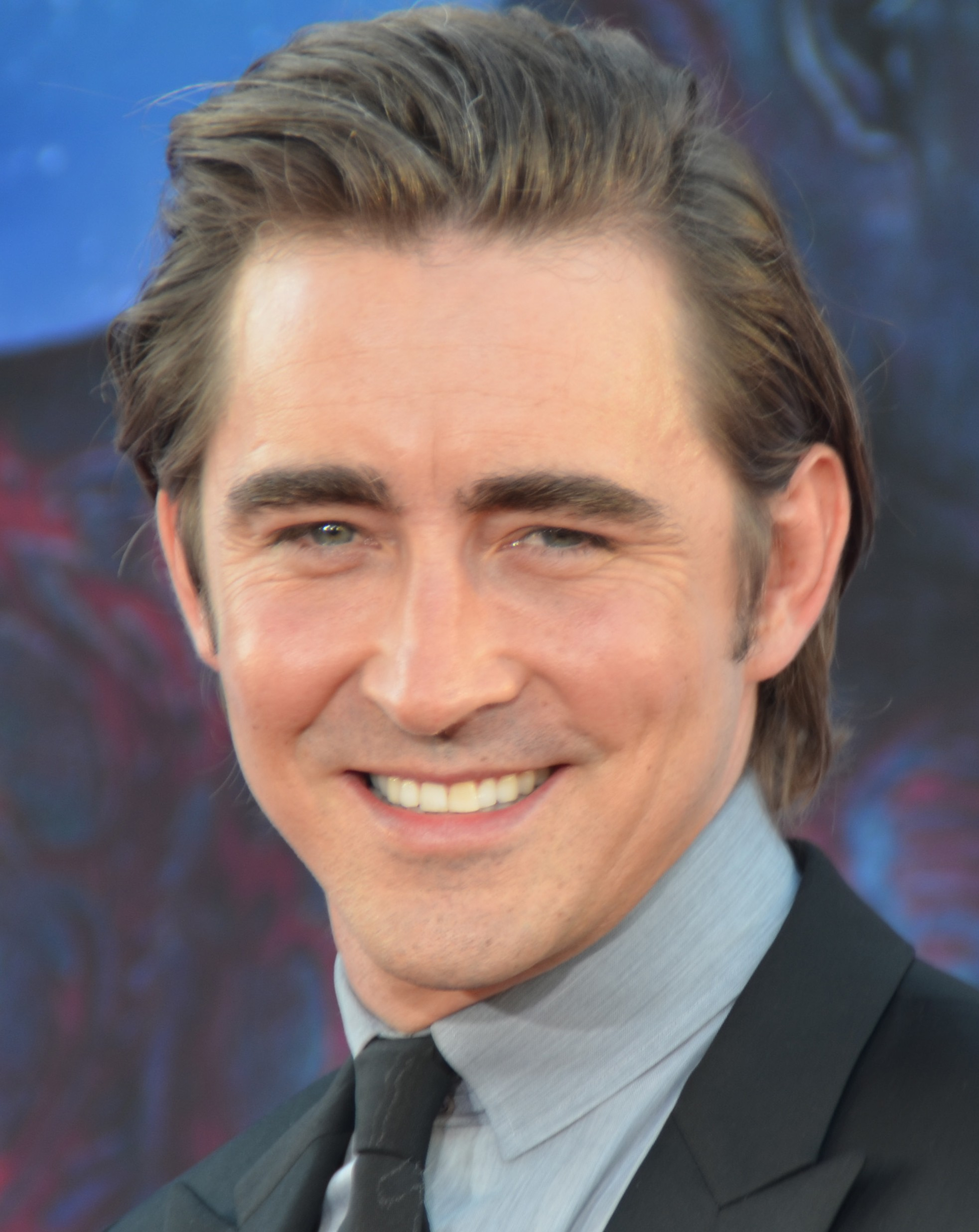
Lee Pace (* 1979)

- Pace, Lyndsay (* 1990), maltesische Sängerin und Songwriterin
- Pace, Michela (* 2001), maltesische Popsängerin
- Pace, Michele (1625–1669), italienischer Maler
- Pace, Norman (* 1953), britischer Schauspieler, Komiker und Drehbuchautor
- Pace, Norman R. (* 1942), US-amerikanischer Molekularbiologe und Ökologe
- Pace, Orlando (* 1975), US-amerikanischer American-Football-Spieler
- Pace, Paolo (1909–1980), maltesischer Politiker, Parlamentssprecher Maltas
- Pace, Peter (* 1945), US-amerikanischer Militär, Generalstabschef der US-Streitkräfte
- Pace, Pietro (1831–1914), maltesischer römisch-katholischer Geistlicher, Bischof von Gozo und Erzbischof von Malta
- Pace, Reuben (* 1974), maltesischer Komponist
- Pace, Richard († 1536), englischer Diplomat; Vertrauter Heinrichs VIII., Gelehrter; Humanist, Kleriker
- Pace, Roberto (1935–2017), italienischer Entomologe
- Pace, Stephen (1891–1970), US-amerikanischer Politiker
- Pace, Thom (* 1949), US-amerikanischer Country-Musiker
- Pace, Vito (* 1966), italienischer Bildhauer, Zeichner und Konzeptkünstler
- Pacek, Aleksander (* 1979), deutscher Volksmusikant
- Pacelli, Asprilio († 1623), italienischer Kapellmeister und Komponist
- Pacello da Mercogliano († 1534), italienischer Geistlicher und Landschaftsarchitekt
- Pacelt, Zbigniew (1951–2021), polnischer Politiker, Mitglied des Sejm, Fünfkämpfer und Schwimmer
- Pacenza, Antonio (1928–1999), argentinischer Boxer
- Paceo, Anne (* 1984), französische Jazz-Schlagzeugerin, Bandleaderin und Komponistin
- Pacepa, Ion Mihai (1928–2021), rumänischer GeheimdienstmitarbeiterIon Mihai Pacepa (1928–2021)

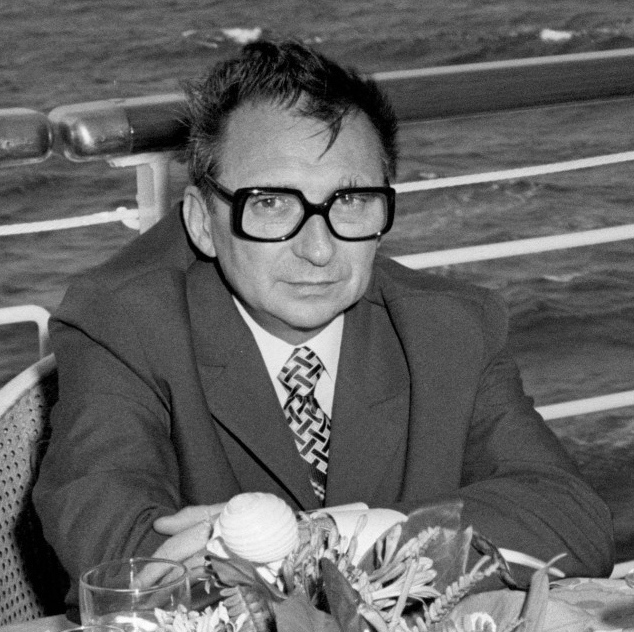
Ion Mihai Pacepa (1928–2021)

- Pacéré, Titinga Frédéric (1943–2024), burkinischer Autor und Rechtsanwalt
- Pačėsas, Tomas (* 1971), litauischer Basketballspieler und -trainer
- Pacetti, Camillo (1758–1827), italienischer Bildhauer
- Pacetti, Michelangelo (1793–1865), italienischer Maler
- Pacetti, Vincenzo (1746–1820), italienischer Bildhauer und Restaurator
- Pacevičius, Žimantas (* 1963), litauischer Verwaltungsjurist und Politiker
- Pacewicz, Mateusz (* 1992), polnischer Schriftsteller und Drehbuchautor

### Pach
- Pach, Andrea (* 1962), österreichische Organistin, Musikwissenschaftlerin, Pädagogin und Dozentin
- Pach, Arlene (1928–2000), kanadische Pianistin und Musikpädagogin
- Pach, Jacob (1711–1791), österreichischer Priester, letzter Abt des Stiftes Klein-Mariazell
- Pach, János (* 1954), ungarischer Mathematiker und Informatiker
- Pach, Joseph (* 1928), kanadischer Geiger
- Pach, Judit (* 1983), ungarische Botschafterin
- Pach, Marek (* 1954), polnischer Skispringer
- Päch, Susanne (* 1955), deutsche Autorin, Herausgeberin und Medienexpertin
- Päch, Thomas (* 1982), deutscher Basketballtrainer
- Pach, Walter (1883–1958), amerikanischer Künstler, Kunsthistoriker und Kunstkritiker
- Pach, Walter (1904–1977), österreichischer Organist und Komponist
- Pacha, Augustin (1870–1954), banatschwäbischer römisch-katholischer Bischof und Kirchenpolitiker
- Pacha, Maleen (1923–2000), deutsche Filmarchitektin und Kostümbildnerin
- Pacha, Stefan (1859–1924), römisch-katholischer Abtpfarrer von Temeswar-Fabrikstadt
- Pachacútec Yupanqui († 1471), Herrscher über das InkareichPachacútec Yupanqui († 1471)

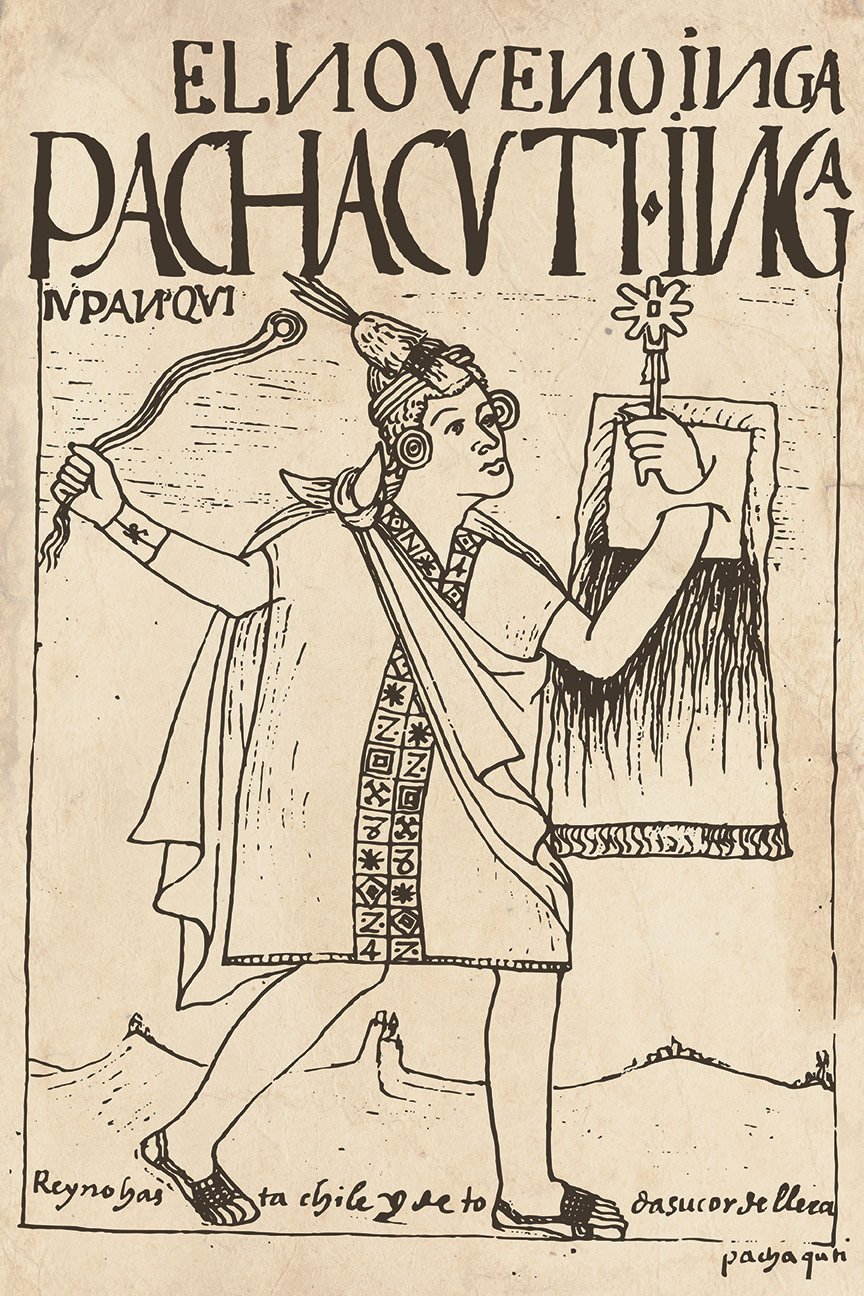
Pachacútec Yupanqui († 1471)

- Pachal, Brayden (* 1999), kanadischer Eishockeyspieler
- Pachale, Maja (* 1979), deutsche Volleyballspielerin
- Pachale, Siegfried (* 1949), deutscher Diskuswerfer
- Pachalina, Julija Wladimirowna (* 1977), russische Wasserspringerin
- Pachaly, Erhard (1934–2012), deutscher Historiker
- Pachaly, Traugott Immanuel (1797–1853), deutscher Organist
- Pachamé, Carlos (* 1944), argentinischer Fußballspieler
- Pachara Pattabongse, thailändische Badmintonspielerin
- Pacharakorn Nilploypetch (* 2002), thailändischer Fußballspieler
- Pacharaphol Lekkun (* 2006), thailändischer Fußballspieler
- Pachauri, Rajendra (1940–2020), indischer Ökonom, Vorsitzender des Intergovernmental Panel on Climate Change
- Pache, Alexander (1878–1943), deutscher Lehrer und Autor
- Pache, Eckhard (* 1961), deutscher Rechtswissenschaftler und Hochschullehrer
- Pache, Jean-Nicolas (1746–1823), Politiker während der Französischen Revolution
- Pache, Magali (1978–2000), Schweizer Radrennfahrerin
- Pache, Robert (1897–1974), Schweizer Fussballspieler
- Pache, Walter (1940–2000), deutscher Anglist, Kanadist und Hochschullehrer
- Pache, Wolfgang (* 1959), deutscher Fußballspieler
- Pacheco Alpízar, Maritza (* 1943), costa-ricanische Diplomatin
- Pacheco Areco, Jorge (1920–1998), uruguayischer Politiker
- Pacheco Cabrera y Bobadilla, Diego López de (1599–1653), spanischer Gouverneur spanischer Vizekönigreiche
- Pacheco Carrillo, Rodrigo Daniel (* 1983), peruanischer Badmintonspieler
- Pacheco de Lima, Henrique (* 1985), brasilianischer Fußballspieler
- Pacheco de Toledo, Francisco (1508–1579), spanischer Kardinal, Erzbischof und Diplomat
- Pacheco de Villena, Pedro (1488–1560), spanischer Kardinal und Vizekönig von Neapel
- Pacheco del Río, Francisco, spanischer Maler, Kunsttheoretiker und Dichter
- Pacheco Fernández, Francisco Antonio (* 1940), costa-ricanischer Politiker und Diplomat
- Pacheco Gallardo, Silvana (* 1981), peruanische Schachspielerin
- Pacheco Huergo, Maruja (1916–1983), argentinische Pianistin, Komponistin, Sängerin, Schauspielerin und Dichterin
- Pacheco Méndez, Rodrigo (* 2005), mexikanischer Tennisspieler
- Pacheco Otero, Sergio (* 1934), mexikanischer Fußballspieler
- Pacheco y Osorio, Rodrigo († 1652), spanischer Kolonialverwalter, Vizekönig von Neuspanien
- Pacheco, Abel (* 1933), costa-ricanischer Präsident
- Pacheco, Alex (* 1958), US-amerikanischer Tierrechts-Aktivist
- Pacheco, Alfredo (1982–2015), salvadorianischer Fußballspieler
- Pacheco, Álvaro (* 1971), portugiesischer Fußballspieler und -trainer
- Pacheco, Antonio (* 1976), uruguayischer Fußballspieler
- Pacheco, Arlindo (1899–1945), brasilianischer Fußballnationalspieler
- Pacheco, Carlos (1942–2021), chilenischer Fußballspieler
- Pacheco, Carlos (1961–2022), spanischer Comiczeichner und -autor
- Pacheco, Cristhian (* 1993), peruanischer Leichtathlet
- Pacheco, Dani (* 1991), spanischer Fußballspieler
- Pacheco, Felipe Benito Condurú (1892–1972), brasilianischer Bischof
- Pacheco, Fernando (* 1992), spanischer Fußballtorhüter
- Pacheco, Fernando Assis (1937–1995), portugiesischer Schriftsteller, Journalist, Übersetzer, Drehbuchautor, Film- und Fernsehschauspieler
- Pacheco, Francisco (1565–1625), portugiesischer Geistlicher, Seliger, Missionar, Hochschullehrer, Jesuit
- Pacheco, Francisco José (* 1982), spanischer Radrennfahrer
- Pacheco, Godofredo (1919–1974), spanischer Kameramann
- Pacheco, Guillermo (* 1995), mexikanischer Fußballschiedsrichter
- Pacheco, Héctor (1918–2003), argentinischer Tangosänger
- Pacheco, Irene (* 1971), kolumbianischer Boxer
- Pacheco, Isiah (* 1999), US-amerikanischer American-Football-Spieler
- Pacheco, Jaime (* 1958), portugiesischer Fußballspieler und -trainer
- Pacheco, Joaquín Francisco (1808–1865), spanischer Rechtswissenschaftler, Schriftsteller, Politiker und Regierungspräsident Spaniens
- Pacheco, Johnny (1935–2021), dominikanischer Musiker, Produzent, Bandleader, einer der Gründer der Plattenfirma Fania
- Pacheco, Jon (* 2001), spanischer Fußballspieler
- Pacheco, Jorge Germán, uruguayischer Fußballspieler
- Pacheco, José (* 1942), portugiesischer Radrennfahrer
- Pacheco, José Condungua (* 1958), mosambikanischer Agrarökonom und Politiker (FRELIMO)
- Pacheco, José Emilio (1939–2014), mexikanischer Schriftsteller
- Pacheco, José Fernando (* 1961), brasilianischer Ornithologe und Biologe
- Pacheco, Juan, chilenischer Fußballspieler
- Pacheco, Juan (1419–1474), spanischer Grande von Kastilien
- Pacheco, Marc R. (* 1952), US-amerikanischer Politiker
- Pacheco, Marcelo (* 1958), chilenischer Fußballspieler
- Pacheco, Marialy (* 1983), kubanische Jazzpianistin und KomponistinMarialy Pacheco (* 1983)

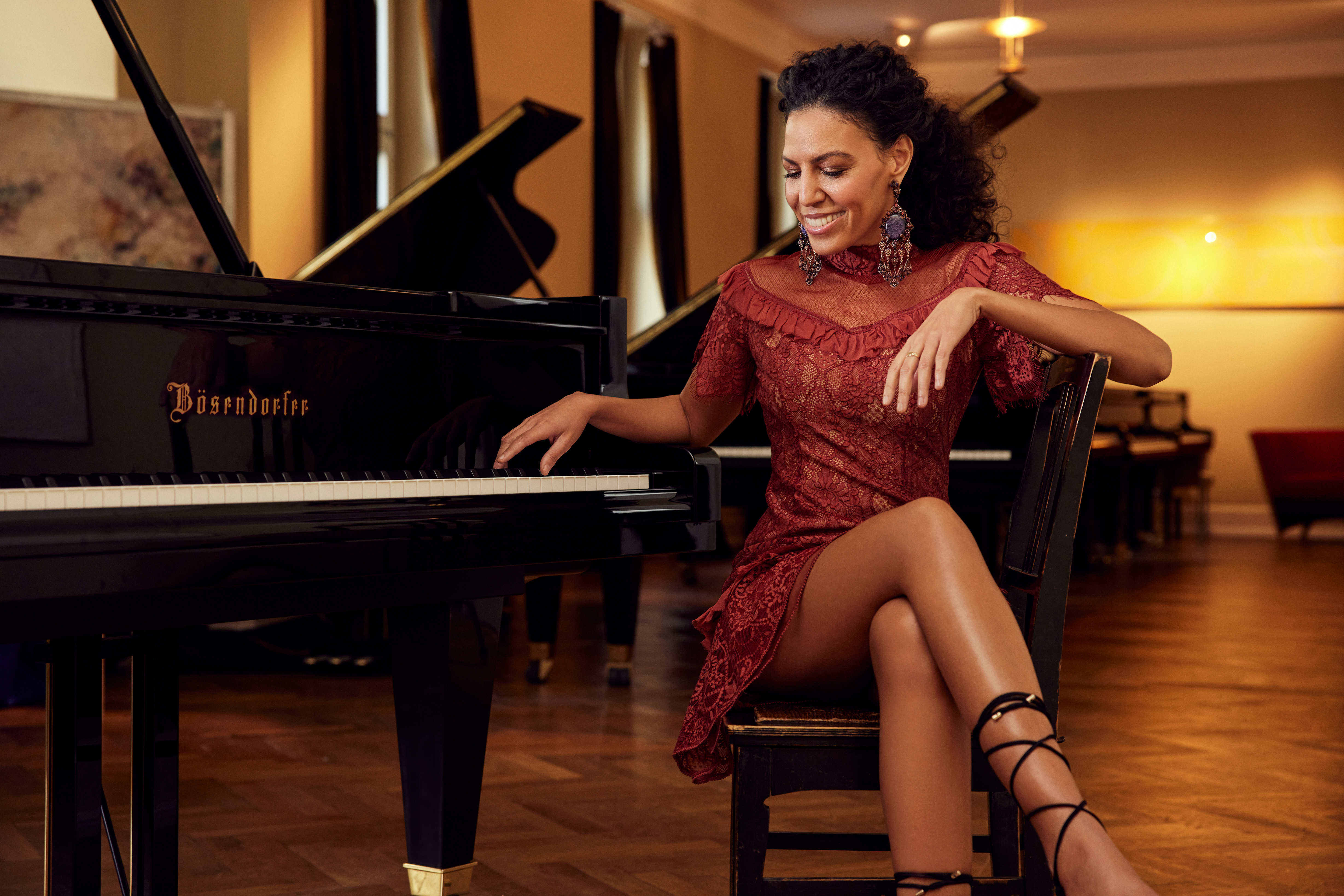
Marialy Pacheco (* 1983)

- Pacheco, Mario (1950–2010), spanischer Musikproduzent und Fotograf
- Pacheco, Mário (* 1953), portugiesischer Gitarrist
- Pacheco, Mike, US-amerikanischer Jazzmusiker (Perkussion)
- Pacheco, Pablo (1908–1982), peruanischer Fußballspieler
- Pacheco, Pedro (* 1984), kanadischer Fußballspieler
- Pacheco, Rafael (* 1921), spanischer Kameramann
- Pacheco, Rafael (* 1954), spanischer Amateurastronom und Asteroidenentdecker
- Pacheco, René († 2017), chilenischer Fußballspieler
- Pacheco, Richard (* 1948), US-amerikanischer Pornodarsteller und Pornofilmregisseur
- Pacheco, Rommel (* 1986), mexikanischer Wasserspringer
- Pacheco, Romualdo (1831–1899), US-amerikanischer Politiker
- Pacheco, Rosendo Huesca (1932–2017), mexikanischer Geistlicher, römisch-katholischer Erzbischof von Puebla de los Ángeles
- Pacheco, Sergio (* 1959), chilenischer Fußballspieler
- Pacheco, Sergio (* 1965), mexikanischer Fußballspieler
- Pacheco, Víctor (* 1974), kolumbianischer Fußballspieler
- Pacheco, Willian (* 1992), brasilianischer Fußballspieler
- Pachelbel von Gehag, Wolf Adam (1599–1649), westböhmischer Patrizier und Bürgermeister der Stadt Eger, Exulant
- Pachelbel von Gehag, Wolfgang Gabriel (1649–1728), deutscher Rechtswissenschaftler
- Pachelbel, Amalia (1688–1723), deutsche Malerin und KupferstecherinAmalia Pachelbel (1688–1723)

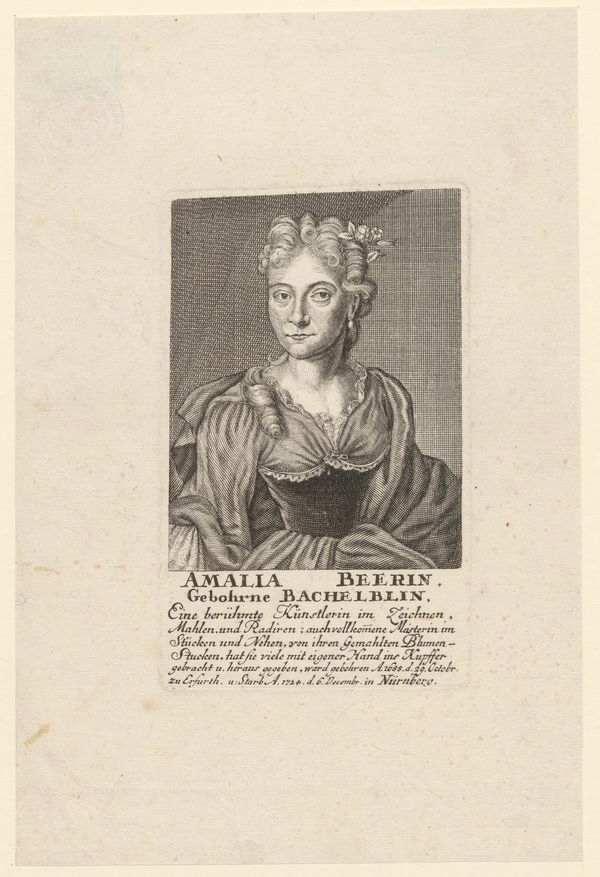
Amalia Pachelbel (1688–1723)

- Pachelbel, Carl Theodorus († 1750), deutscher Komponist und Organist
- Pachelbel, Georg Wilhelm von (1717–1784), pfalz-zweibrückischer Diplomat
- Pachelbel, Johann († 1706), Komponist des Barock
- Pachelbel, Rüdiger von (1926–2011), deutscher Diplomat
- Pachelbel, Wilhelm Hieronymus, Komponist des Barock
- Pachelbel-Gehag, August Heinrich von (1795–1857), deutscher Offizier, Beamter und Gutsbesitzer
- Pachelbel-Gehag, Heinrich Christian Friedrich von (1763–1838), Regierungsrat in Schwedisch-Pommern und erster Regierungspräsident im preußischen Regierungsbezirk Stralsund
- Pachen, Ani (1933–2002), buddhistische Nonne und tibetische Freiheitskämpferin
- Pachen, Heinz (1922–2006), deutscher Kunstsammler
- Pachequinho (* 1970), brasilianischer Fußballspieler und -trainer
- Pacher von Theinburg, Alwil (1840–1904), österreichischer Industrieller
- Pacher von Theinburg, Barbara (1855–1925), österreichische Frauenrechtlerin
- Pacher von Theinburg, Gustav (1839–1927), österreichischer Industrieller, Politiker und Publizist
- Pacher von Theinburg, Johann Martin (1772–1845), österreichischer Industrieller
- Pacher von Theinburg, Paul (1832–1906), österreichischer Industrieller und Politiker
- Pacher, Alberto (* 1956), italienischer Politiker
- Pacher, Alois (1822–1883), deutscher Musiker
- Pacher, Augustin (1863–1926), deutscher Kunst- und Glasmaler
- Pacher, Benedikt (1711–1796), deutscher Benediktiner und Abt von Kloster Ettal
- Pacher, Franz (1919–2018), österreichischer Bauingenieur
- Pacher, Franz (* 1950), österreichischer Unternehmer und Präsident der Wirtschaftskammer Kärnten
- Pacher, Friedrich, Südtiroler Maler der Spätgotik
- Pacher, Georg (1953–2014), österreichischer Automobilrennfahrer
- Pacher, Helga-Maria (1922–1971), österreichische Anthropologin
- Pacher, Johann († 1773), österreichischer Holzbildhauer des Barocks
- Pacher, Josef (1919–2007), deutscher Forstwissenschaftler
- Pacher, Michael († 1498), Südtiroler Maler und Bildschnitzer der Spätgotik
- Pacher, Milan (* 1990), slowakischer Schachspieler
- Pacher, Quentin (* 1992), französischer Radrennfahrer
- Pacher, Raphael (1857–1936), böhmisch-österreichischer Politiker
- Pacher, Renate (* 1960), österreichische Politikerin (KPÖ), Landtagsabgeordnete
- Pacher, Stanislaus (1892–1970), österreichischer Politiker, Landtagsabgeordneter, Bürgermeister der Stadt Salzburg
- Pachernegg, Alois (1892–1964), österreichischer Dirigent und Komponist
- Pachernigg, Gernot (* 1981), österreichischer Liedermacher, Popsänger und Schauspieler
- Pachernigg, Jakob (1811–1887), österreichischer Landwirt und Politiker, Landtagsabgeordneter
- Pachernik, Walter (1943–2002), deutscher Politiker (SPD), MdBB
- Pachín (1938–2021), spanischer Fußballspieler
- Pachinger, Anton (1864–1938), österreichischer Sammler und Volkskundler
- Pachius, Petrus (* 1579), deutscher evangelischer Geistlicher, Lehrer und Dichter
- Pachl, Carole Jane (* 1938), kanadische Eiskunstläuferin
- Pachl, Franz (* 1951), deutscher Schachkomponist
- Pachl, Heinrich (1943–2012), deutscher Kabarettist und SchauspielerHeinrich Pachl (1943–2012)

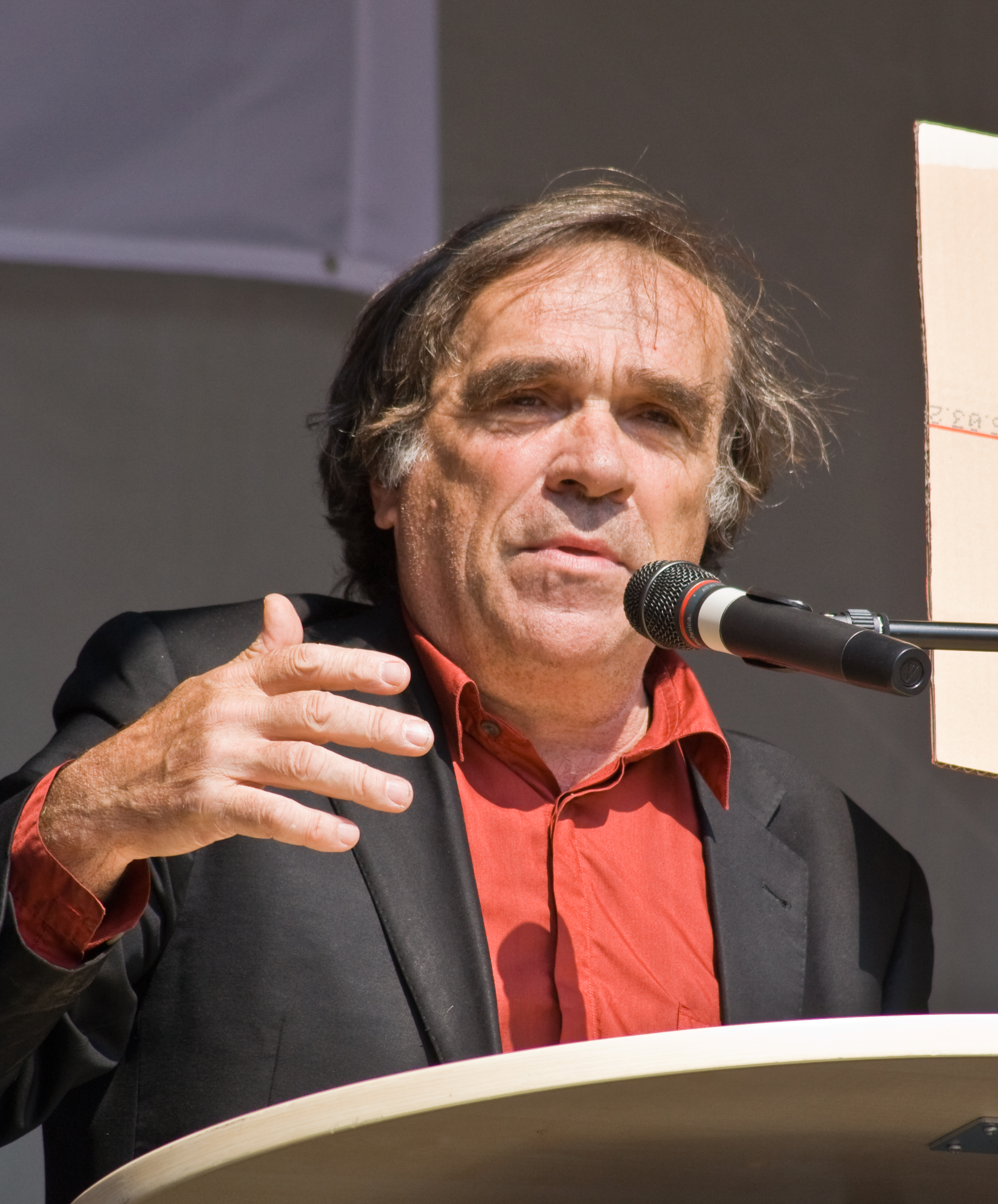
Heinrich Pachl (1943–2012)

- Pachl, Jörn (* 1964), deutscher Ingenieur, Professor an der Technischen Universität Braunschweig und Autor
- Pachl, Luděk (* 1971), tschechischer bildender Künstler
- Pachl, Peter P. (1953–2021), deutscher Regisseur, Intendant, Autor und Publizist
- Pachl, Philippine (* 1984), deutsche Schauspielerin
- Pachl-Eberhart, Barbara (* 1974), österreichische Autorin, Pädagogin und PoesietherapeutinBarbara Pachl-Eberhart (* 1974)

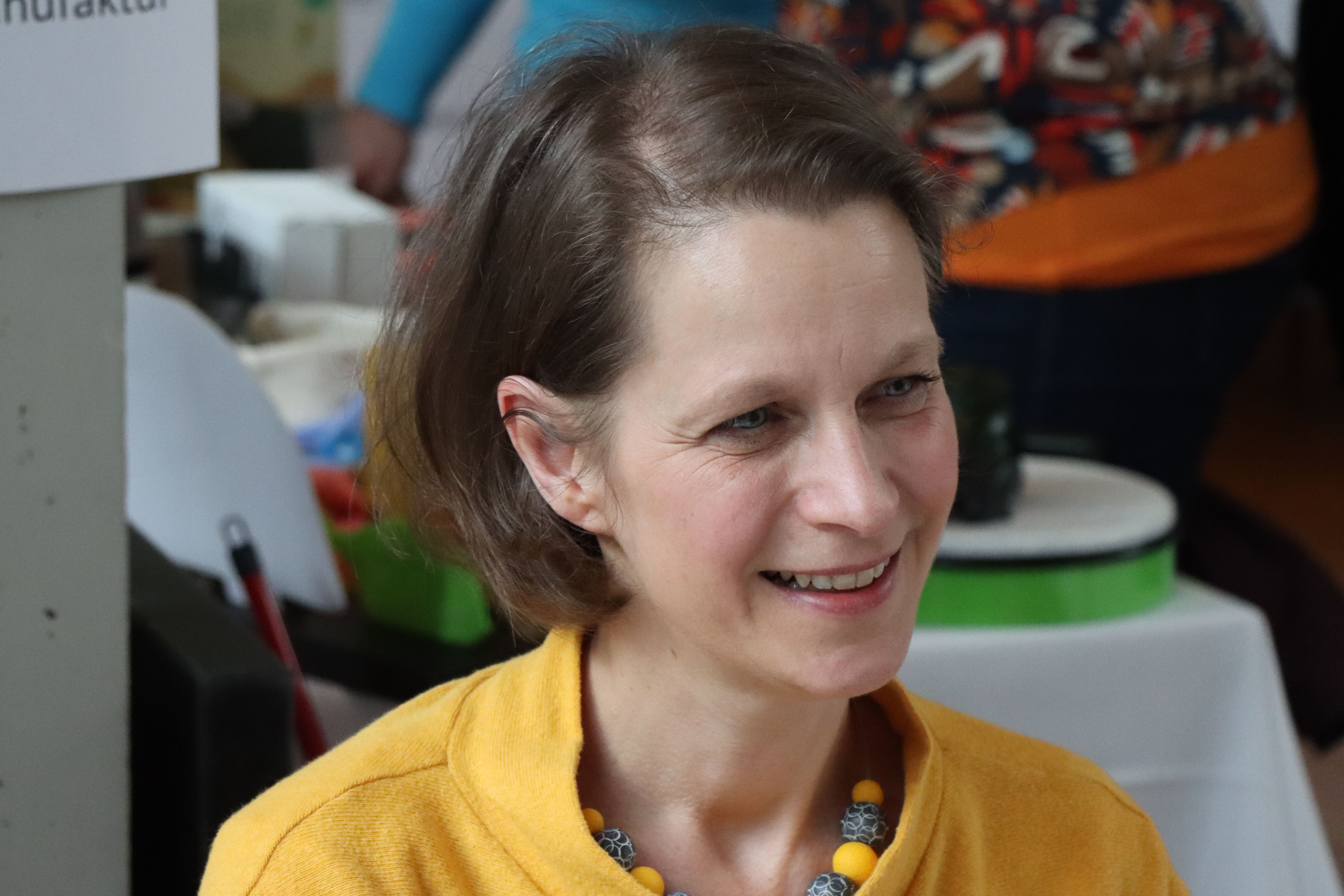
Barbara Pachl-Eberhart (* 1974)

- Pachlatko, Felix (* 1950), Schweizer Organist
- Pachleitner, Maria (1909–2008), österreichische Politikerin, Gründerin und Präsidentin der Lebenshilfe
- Pachler, Amandus (1624–1673), Abt, Philosoph
- Pachler, Faust (1819–1891), österreichischer Dramatiker und Bibliothekar
- Pachler, Josef (* 1950), österreichischer Boxer
- Pachler, Marie (1794–1855), österreichische Musikerin und Salonnière
- Pächlerin, Barbara († 1540), österreichische Bäuerin und Verurteilte in einem Zaubereiprozess
- Pachljajew, Juri (* 1974), kasachischer Hochspringer
- Pachmair, Otto Heinrich († 1634), katholischer Geistlicher, Bischof von Almira und Weihbischof in Regensburg
- Pachman, Luděk (1924–2003), tschechisch-deutscher Schachspieler
- Pachman, Vladimír (1918–1984), tschechischer Großmeister für Schachkomposition
- Pachmann, Theodor von (1801–1881), böhmischer Kirchenrechtler und Hochschullehrer
- Pachmann, Wladimir von (1848–1933), Pianist
- Pachmanová, Martina (* 1970), tschechische Kunsthistorikerin und Kuratorin
- Pachmayr, Friedrich (1931–2011), deutscher Lebensmittelchemiker und Kaufmann
- Pachmayr, Marianus (1728–1805), österreichischer Benediktiner
- Pachmayr, Stefan (* 1968), deutscher Autor
- Pachmutowa, Alexandra Nikolajewna (* 1929), sowjetische und russische Komponistin
- Pachner, Anita, deutsche Erziehungswissenschaftlerin
- Pachner, Antonie (1891–1951), österreichische Oberschwester, die an Krankenmorden zur NS-Zeit beteiligt war
- Pachner, Artur (1874–1944), tschechoslowakischer Zahnarzt und Publizist jüdischer Herkunft
- Pachner, Lukas (* 1991), österreichischer Snowboarder
- Pachner, Paul (1870–1937), österreich-ungarischer Kontreadmiral
- Pachner, Reinhard (* 1944), deutscher Politiker (CSU), MdL
- Pachner, Valerie (* 1987), österreichische SchauspielerinValerie Pachner (* 1987)

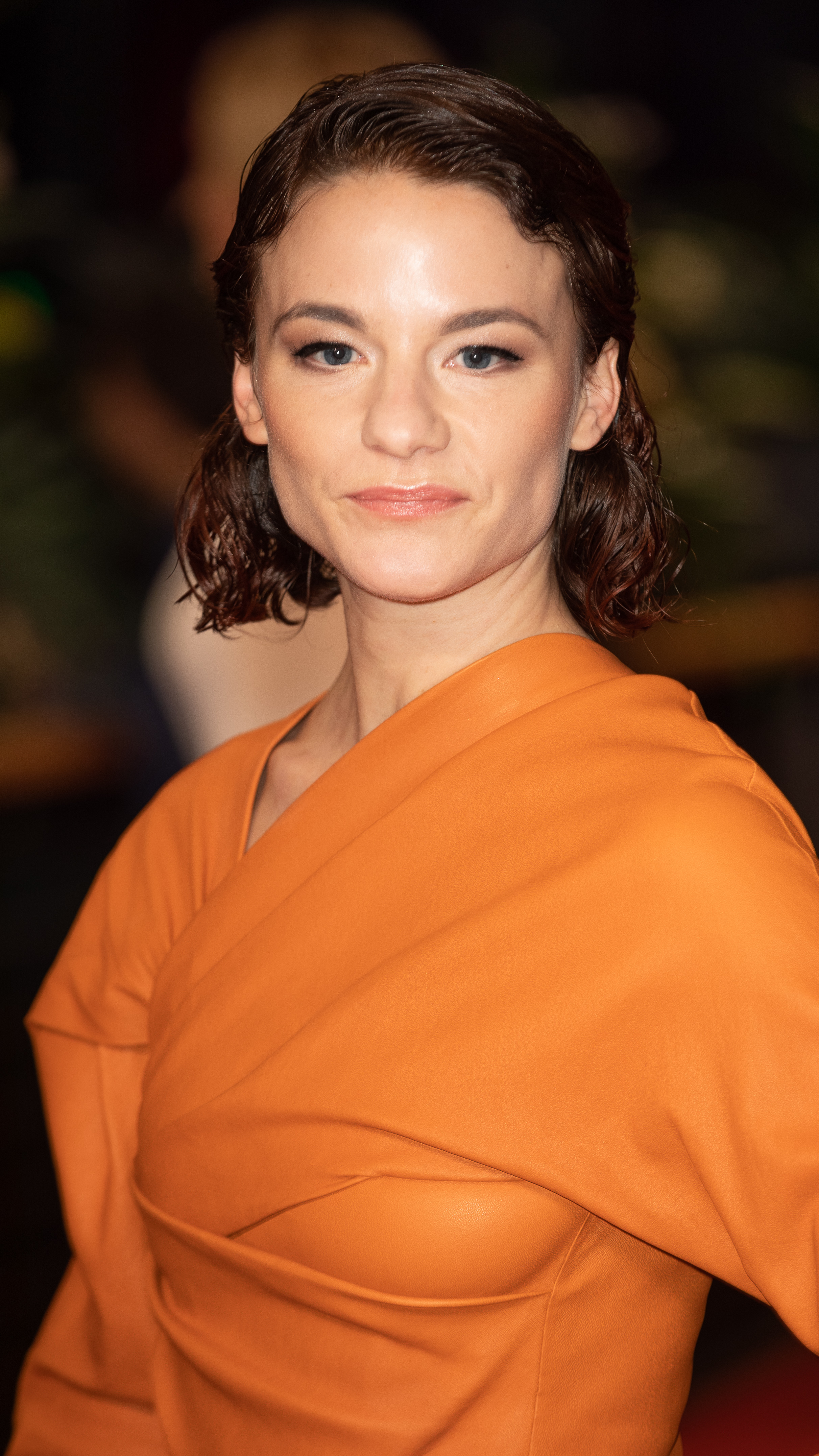
Valerie Pachner (* 1987)

- Pachnicke, Erich (1905–1963), deutscher Politiker (SPD), Oberbürgermeister der Stadt Siegen
- Pachnicke, Hermann (1857–1935), deutscher Politiker (DFP, FVg, FVP, DDP), MdR
- Pachnjuk, Petro (* 1991), ukrainischer und ehemaliger aserbaidschanischer Kunstturner
- Pacho, Daniel (* 1974), deutscher römisch-katholischer Geistlicher, Diplomat des Heiligen Stuhls und Kurienbeamter
- Pacho, Dyander (* 2000), ecuadorianischer Stabhochspringer
- Pacho, Jean-Raimond (1794–1829), französischer Forschungsreisender und Schriftsteller
- Pacho, José (* 1996), ecuadorianischer Stabhochspringer
- Pacho, Willian (* 2001), ecuadorianischer Fußballspieler
- Pacholke, Siegfried (* 1935), deutscher Offizier
- Pachollek, Karsten, deutscher Fernsehmoderator und Fernsehjournalist
- Pacholski, Arkadiusz (1964–2021), polnischer Journalist, Stadtaktivist, Kulturmanager, Filmemacher und Schriftsteller
- Pacholski, Henry (1949–1978), deutscher Rocksänger, TextdichterHenry Pacholski (1949–1978)

Henry Pacholski (1949–1978)

- Pacholski, Lothar (1938–2005), deutscher Fußballspieler in der DDR
- Pacholski, Michał (* 1985), polnischer Politiker (Ruch Palikota), Mitglied des Sejm
- Pacholtschyk, Olena (* 1964), ukrainische Seglerin
- Pachomi Serb, Biograph und Hagiograph der russischen Aristokratie und des Klerus in der Region um Nowgorod und Moskau
- Pachomios († 346), christlicher Heiliger
- Pachomowa, Ljudmila Alexejewna (1946–1986), sowjetische Eiskunstläuferin
- Pachomowa, Ljudmila Fjodorowna (1931–2016), sowjetisch-russische Ökonomin und Hochschullehrerin
- Pachón Morales, Álvaro (* 1945), kolumbianischer Radrennfahrer
- Pachonik, Tobias (* 1995), deutscher Fußballspieler
- Pachowiak, Heinrich (1916–2000), deutscher Geistlicher, Weihbischof des Bistums Hildesheim; Bischofsvikar für Hannover
- Pachschmidt, Karlmann (1700–1734), österreichischer Benediktiner und Komponist
- Pacht, Matthias (* 1968), deutscher Drehbuchautor
- Pächt, Otto (1902–1988), österreichischer Kunsthistoriker
- Pacht, Raimund (1822–1854), baltischer Paläontologe
- Pachta, Sonja (1941–2024), österreichische Tennisspielerin
- Pachta-Reyhofen, Georg (* 1955), österreichischer Manager
- Pachten, Ferdinand (1861–1944), Frankfurter Rechtsanwalt und Notar
- Pachter, Henry M. (1907–1980), US-amerikanischer Historiker und Politikwissenschaftler
- Pachter, Michael, deutscher Fußballtorwart
- Pachtler, Georg Michael (1825–1889), deutscher Jesuit, Theologe, Priester und Pädagoge
- Pachtová, Michaela, tschechische Fußballschiedsrichterin
- Pachtussow, Anatolij (* 1985), ukrainischer Straßenradrennfahrer
- Pachtussow, Pjotr Kusmitsch (1800–1835), russischer Polarforscher
- Pachucki, Herbert (1924–2006), österreichischer Wirtschaftsjurist, Genossenschaftsfunktionär
- Pachulia, Zaza (* 1984), georgischer BasketballspielerZaza Pachulia (* 1984)

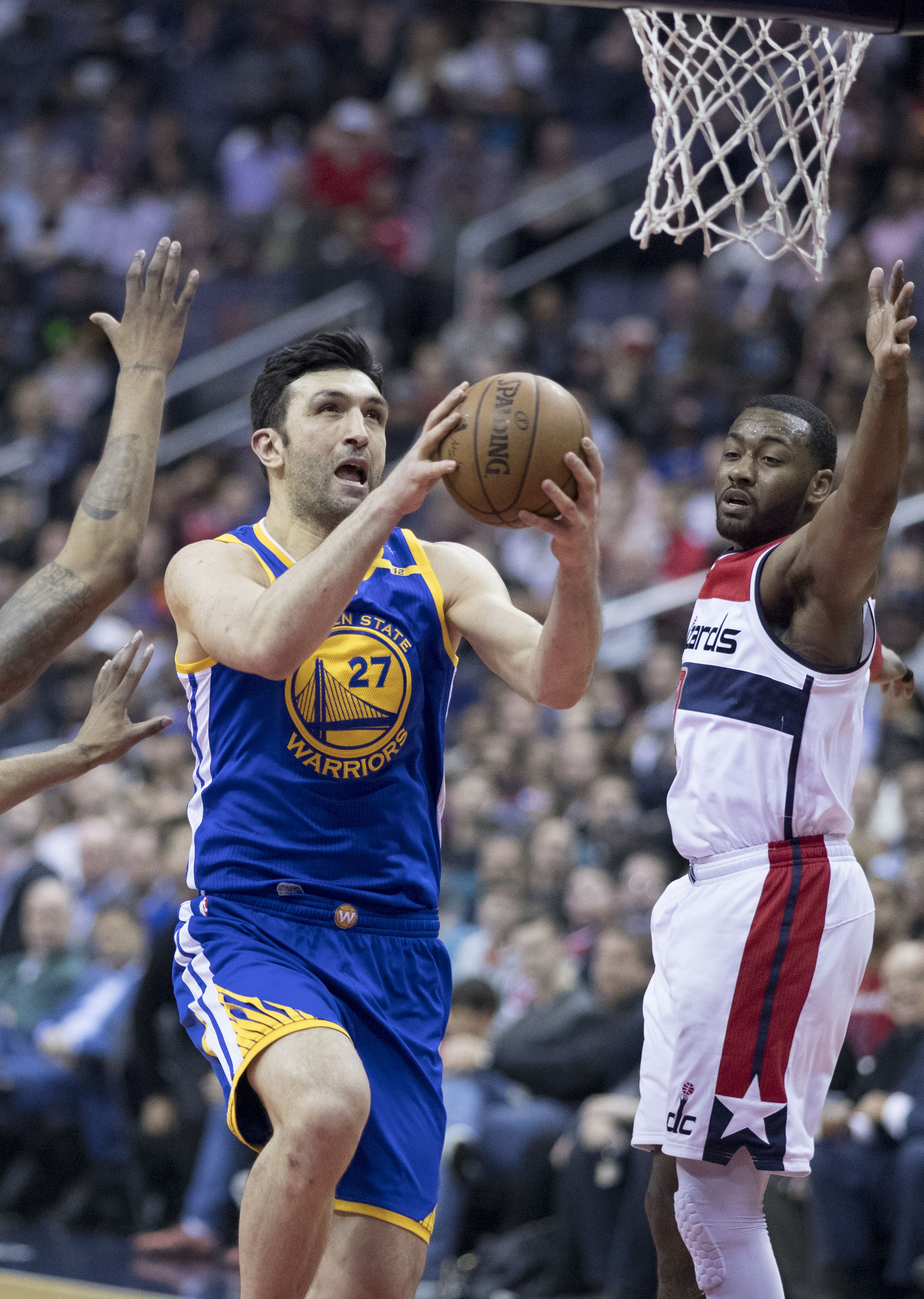
Zaza Pachulia (* 1984)

- Pachymeres, Georgios (1242–1310), byzantinischer Autor

### Paci
- Paci, Adrian (* 1969), albanischer Künstler
- Paci, Enzo (1911–1976), italienischer Philosoph
- Paci, Mario (1878–1946), italienischer Pianist und Dirigent
- Paci, Roy (* 1969), italienischer Trompeter, Sänger, Komponist und Arrangeur
- Pacian von Barcelona, Bischof von Barcelona, Heiliger der katholischen Kirche
- Paciaudi, Paolo Maria (1710–1785), italienischer katholischer Geistlicher und Antiquar
- Pacichelli, Giovan Battista († 1695), italienischer Abt, Historiker, Reisender und Autor
- Pacideius Carpianus, römischer Offizier (Kaiserzeit)
- Paciello, Mario (* 1937), italienischer Geistlicher, emeritierter Bischof von Altamura-Gravina-Acquaviva delle Fonti
- Paciello, Vicente (* 1986), paraguayischer Fußballspieler
- Paciência, Domingos (* 1969), portugiesischer Fußballspieler und -trainer
- Paciência, Gonçalo (* 1994), portugiesischer FußballspielerGonçalo Paciência (* 1994)

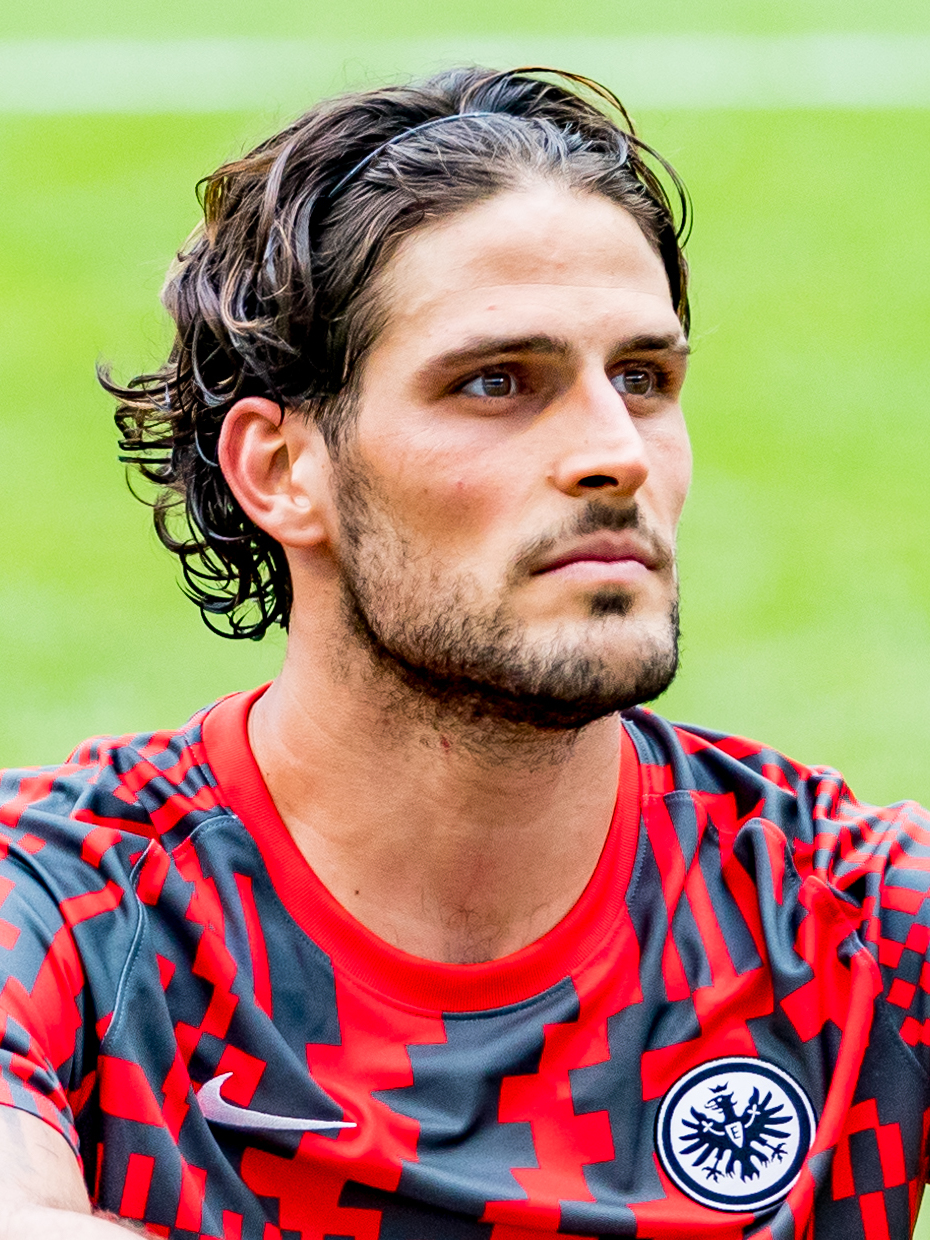
Gonçalo Paciência (* 1994)

- Pacierpnik, Natalia (* 1988), polnische Kanutin
- Pacifici, Riccardo Reuven (1904–1943), italienischer Oberrabbiner von Rodos und Genua
- Pacifico (* 1964), italienischer Sänger und Songwriter
- Pacifico Griffini-Grasser, Fiona (* 1965), österreichisches It-Girl und Unternehmerin
- Pacifico, Benito (1939–2008), italienischer Schauspieler und Stuntman
- Pacificus von San Severino (1653–1721), italienischer Franziskaner, Priester, Mystiker und Heiliger der katholischen Kirche
- Pacik, Rudolf (* 1947), österreichischer römisch-katholischer Theologe
- Pacileo, Dolores (* 1944), US-amerikanische Installationskünstlerin
- Pačinda, Erik (* 1989), slowakischer Fußballspieler
- Pacini, Alfredo (1888–1967), italienischer Geistlicher, Kardinal der römisch-katholischen Kirche
- Pacini, Andrea († 1764), italienischer Opernsänger (Alt-Kastrat)
- Pacini, Filippo (1812–1883), italienischer Anatom
- Pacini, Franco (1939–2012), italienischer Astrophysiker
- Pacini, Giovanni (1796–1867), italienischer Opernkomponist
- Pacini, Piero, italienischer Buchdrucker
- Pacini, Raffaello (1899–1964), italienischer Dokumentarfilmer und Filmregisseur
- Pacini, Sophie (* 1991), deutsch-italienische Pianistin
- Pacino, Al (* 1940), US-amerikanischer Schauspieler, Regisseur und ProduzentAl Pacino (* 1940)

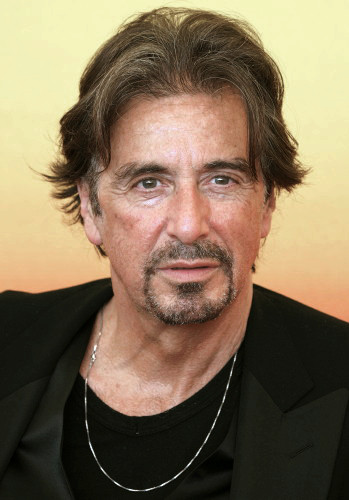
Al Pacino (* 1940)

- Pacinotti, Antonio (1841–1912), italienischer Physiker
- Păcioianu, Iulian (* 1970), rumänischer Bobfahrer
- Pacioli, Luca († 1517), italienischer Mathematiker und Franziskaner
- Paciolla, Sebastiano (1962–2021), italienischer Ordensgeistlicher und Kirchenrechtler
- Paciorek, Jaromír (1979–2025), tschechischer Fußballspieler
- Pacioretty, Max (* 1988), US-amerikanischer Eishockeyspieler
- Paciorkiewicz, Tadeusz (1916–1998), polnischer Komponist, Organist und Musikpädagoge
- Paciotti, Elena (* 1941), italienische Juristin und Politikerin
- Paciotto, Francesco (1521–1591), italienischer Architekt
- Pacitti, Joanna (* 1984), US-amerikanische Pop-Rock-Sängerin und Schauspielerin
- Pacitto, Kara (* 1989), US-amerikanische Schauspielerin
- Pacitto, Katelyn (* 1989), US-amerikanische Schauspielerin
- Pacius de Beriga, Julius (1550–1635), italienischer Rechtsgelehrter
- Pacius, Fredrik (1809–1891), deutscher Komponist

### Pack
- Pack, Bernhard (1964–1992), deutscher Dokumentarfilmer und Höhlentaucher
- Pack, Caddy (* 1989), deutsch-amerikanische Rapperin
- Pack, Doris (* 1942), deutsche Politikerin (CDU), MdEP und MdB
- Pack, Erich (1895–1958), deutscher Kommunalpolitiker
- Pack, Hans von, sächsischer Amtshauptmann
- Pack, Heinrich von der Ältere (1504–1554), Amtshauptmann und sächsischer Rittergutsbesitzer
- Pack, Heinrich von der Jüngere (1553–1588), sächsischer Rittergutsbesitzer
- Pack, Jochen (* 1981), österreichischer Politiker (ÖVP), Abgeordneter zum Nationalrat
- Pack, Joe (* 1978), US-amerikanischer Freestyle-Skisportler
- Pack, Johann von, promovierter Jurist und Rat des albertinischen Herzogs Georg des Bärtigen von Sachsen
- Pack, Otto von († 1537), Rat Herzog Georgs des Bärtigen von Sachsen
- Pack, Rowland (1927–1964), kanadischer Cellist, Organist, und Chorleiter
- Pačkajeva, Kristine (* 1983), lettische Volleyballspielerin
- Packalén, Marja (* 1948), finnische Schauspielerin
- Packalen, Robin (* 1998), finnischer Popsänger
- Packard, Alpheus Spring (1839–1905), US-amerikanischer Entomologe und Paläontologe
- Packard, David (1912–1996), Mitbegründer des US-amerikanischen Technologiekonzern Hewlett-Packard
- Packard, David W. (* 1940), amerikanischer Klassischer Philologe und Mäzen
- Packard, Douglas (1903–1999), britischer Generalleutnant
- Packard, Emilia (* 2006), deutsche Schauspielerin
- Packard, Emmy Lou (1914–1998), kalifornische Malerin
- Packard, Jake (* 1994), australischer Schwimmer
- Packard, James Ward (1863–1928), US-amerikanischer Unternehmer und Ingenieur
- Packard, Jasper (1832–1899), US-amerikanischer Politiker
- Packard, Keith (* 1963), US-amerikanischer Software-Entwickler
- Packard, Kelly (* 1975), US-amerikanische Schauspielerin
- Packard, Kinsey (* 1976), US-amerikanische Schauspielerin
- Packard, Lewis R. (1836–1884), US-amerikanischer Klassischer Philologe
- Packard, Martin Everett (1921–2020), US-amerikanischer Physiker
- Packard, Norman (* 1954), US-amerikanischer Physiker
- Packard, Richard E. (* 1943), US-amerikanischer Physiker
- Packard, Robert L. (1928–1979), US-amerikanischer Mammaloge
- Packard, Ron (* 1931), US-amerikanischer Politiker
- Packard, Sophia B. (1824–1891), US-amerikanische Pädagogin und Schulgründerin
- Packard, Stephan (* 1978), deutscher Medienwissenschaftler
- Packard, Vance (1914–1996), US-amerikanischer Publizist
- Packay, Peter (1904–1965), belgischer Jazztrompeter (auch Posaune), Komponist und Arrangeur
- Packbier, Christian (* 1975), deutscher Schauspieler
- Packbiers, Jan Joseph (1875–1957), niederländischer Bogenschütze
- Packbusch, Salomon Friedrich (1666–1742), königlich-polnischer und kursächsischer Appellationsrat
- Packe, Christopher (1686–1749), britischer Geologe
- Packe, Edward H. (1878–1946), britischer Verwaltungsbeamter
- Packe, Emma (1840–1914), Mitbegründerin der Women's Christian Temperance Union of New Zaland (WCTU NZ) und von 1887 bis 1889 Präsidentin deren Präsidentin
- Packe, Roderick (* 1961), britischer Fotograf
- Packebusch, Herbert (* 1902), deutscher SS-Führer
- Packebusch, Mattheus († 1537), deutscher Jurist, Syndicus und Bürgermeister der Hansestadt Lübeck
- Packeiser, Dörte Maria (* 1957), deutsche Organistin
- Packeiser, Hans-Jörg (* 1956), deutscher Trompeter und Hochschullehrer
- Packer, Alfred (1842–1907), US-amerikanischer KannibaleAlfred Packer (1842–1907)

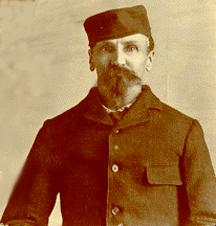
Alfred Packer (1842–1907)

- Packer, Ann (* 1942), britische Mittelstreckenläuferin und Olympiasiegerin
- Packer, Asa (1805–1879), US-amerikanischer Geschäftsmann und Politiker
- Packer, Boyd K. (1924–2015), US-amerikanischer Geistlicher und Präsident des Kollegiums der Zwölf Apostel
- Packer, Brian (1944–2021), britischer Boxer
- Packer, Douglas Ricardo (* 1987), brasilianischer Fußballspieler
- Packer, Frederick Augustus (1839–1902), australischer Organist, Komponist und Musikpädagoge
- Packer, George (* 1960), US-amerikanischer Journalist und BuchautorGeorge Packer (* 1960)

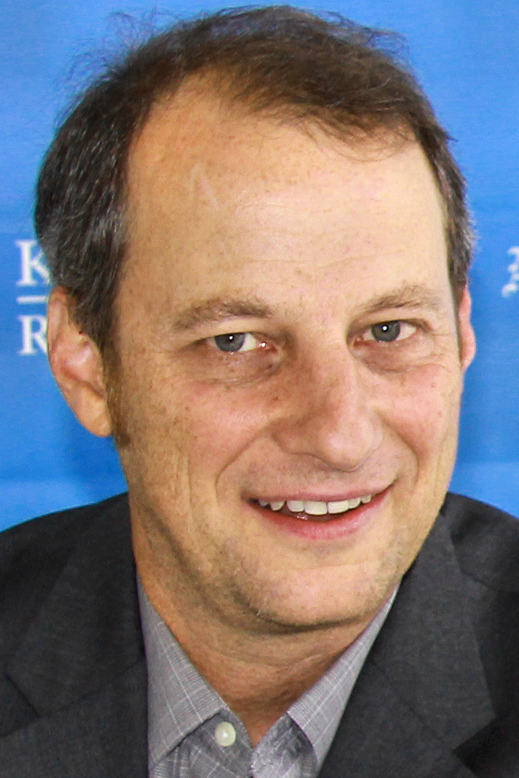
George Packer (* 1960)

- Packer, Horace Billings (1851–1940), US-amerikanischer Politiker
- Packer, James (* 1967), australischer Unternehmer
- Packer, James Innell (1926–2020), britisch-kanadischer evangelikal-anglikanischer Theologe und Autor
- Packer, John Black (1824–1891), US-amerikanischer Politiker
- Packer, John Richard (* 1946), britischer anglikanischer Bischof
- Packer, Kerry (1937–2005), australischer Medienunternehmer
- Packer, Stuart (* 1965), britischer Schauspieler
- Packer, Toni (1927–2013), deutsch-amerikanische Schriftstellerin
- Packer, Will (* 1974), US-amerikanischer Filmproduzent
- Packer, William F. (1807–1870), US-amerikanischer Politiker
- Packert, Petr (1943–2003), tschechischer Fußballspieler und -trainer
- Packet, Kevin (* 1992), belgischer Fußballspieler
- Packham, Nigel (* 1951), englischer Künstler, lebt und arbeitet in Hannover
- Packhäuser, Wolfgang (* 1951), deutscher Schauspieler
- Packheiser, Leon (* 1995), deutscher Fußballspieler
- Packingham, Lester Gerard, US-amerikanischer Sexualstraftäter
- Packmor, Leo († 1583), Söldner und Drost in Delmenhorst
- Packroß, Karl (1891–1949), deutscher Ingenieur und Marineoffizier, zuletzt Vizeadmiral (Ing.) der Kriegsmarine
- Packull, Werner O. (1941–2018), kanadischer Historiker und Kirchenhistoriker
- Packwood, Bob (* 1932), US-amerikanischer Politiker (Republikanische Partei)

### Pacn
- Pačnik, Nejc (* 1990), slowenischer Akkordeonist

### Paco
- Paço d’Arcos, Joaquim (1908–1979), portugiesischer Schriftsteller
- Paço Quesado, Aníbal do (1931–2011), portugiesischer Archäologe
- Paco, François (1903–1985), französischer Autorennfahrer
- Paco, Lucrécia (* 1969), mosambikanische Schauspielerin
- Pacobello, Martin († 1630), österreichischer Bildhauer
- Pacolli, Behgjet (* 1951), kosovarisch-schweizerischer Unternehmer und PolitikerBehgjet Pacolli (* 1951)

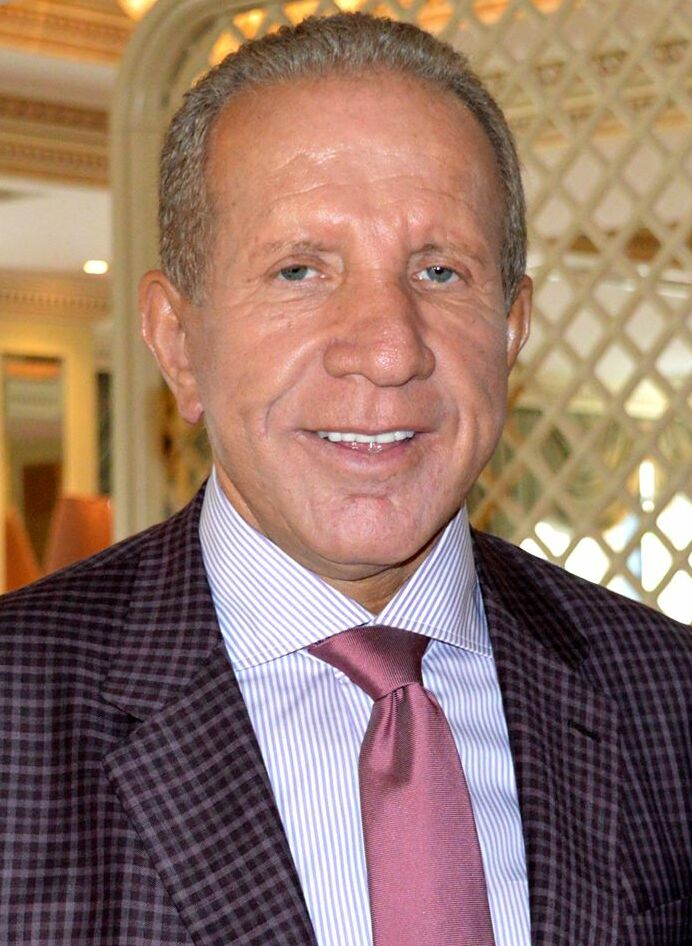
Behgjet Pacolli (* 1951)

- Pacôme, Charles (1903–1978), französischer Ringer
- Pacôme, Maria (1923–2018), französische Schauspielerin
- Pacomio, Luciano (* 1941), italienischer Geistlicher und emeritierter römisch-katholischer Bischof von Mondovì
- Paconius Felix, Gaius, römischer Offizier (Kaiserzeit)
- Paconius Proculus, Lucius, römischer Offizier (Kaiserzeit)
- Paconius Sabinus, Aulus, römischer Suffektkonsul 58
- Paconius Saturninus, römischer Offizier (Kaiserzeit)
- Pacores, indischer König
- Pacoret de Saint Bon, Simone (1828–1892), italienischer Admiral und Politiker, Mitglied der Camera dei deputati, Marineminister
- Pacoste, Cornel (1930–1999), rumänischer Politiker (PCR)
- Pacovská, Květa (1928–2023), tschechische Künstlerin und Kinderbuchillustratorin

### Pacq
- Pacquiao, Manny (* 1978), philippinischer BoxerManny Pacquiao (* 1978)

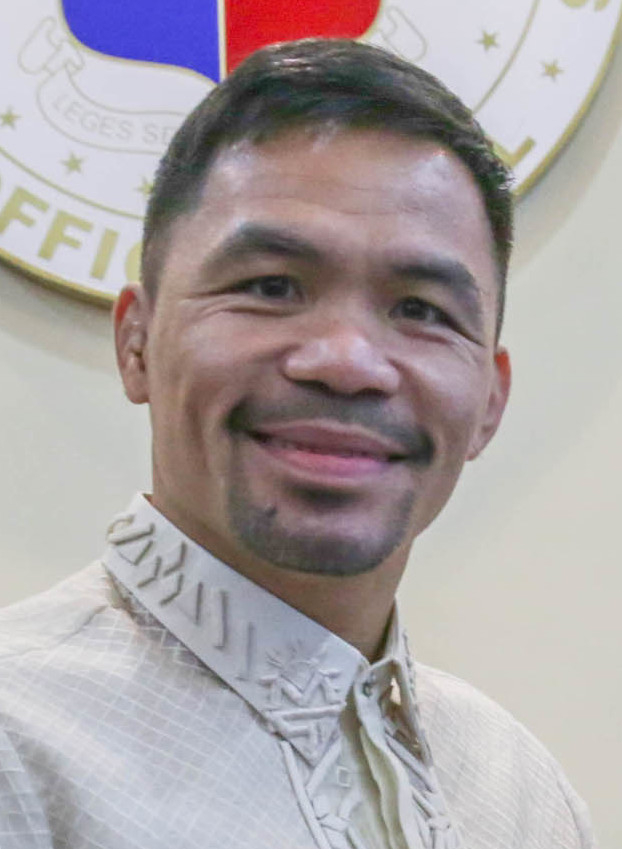
Manny Pacquiao (* 1978)

### Pacr
- Paçrami, Fadil (1922–2008), albanischer kommunistischer Politiker, Schriftsteller und Dramatiker

### Pact
- Pacthod, Michel-Marie (1764–1830), französischer Divisionsgeneral der Infanterie
- Pactumeius Clemens, Publius, römischer Suffektkonsul (138)
- Pactumeius Magnus, Titus, Statthalter 179

### Pacu
- Pacula, Ireneusz (* 1966), deutsch-polnischer Eishockeyspieler und -trainer
- Pacuła, Joanna (* 1957), polnisch-amerikanische Schauspielerin
- Pacult, Peter (* 1959), österreichischer Fußballspieler und -trainerPeter Pacult (* 1959)

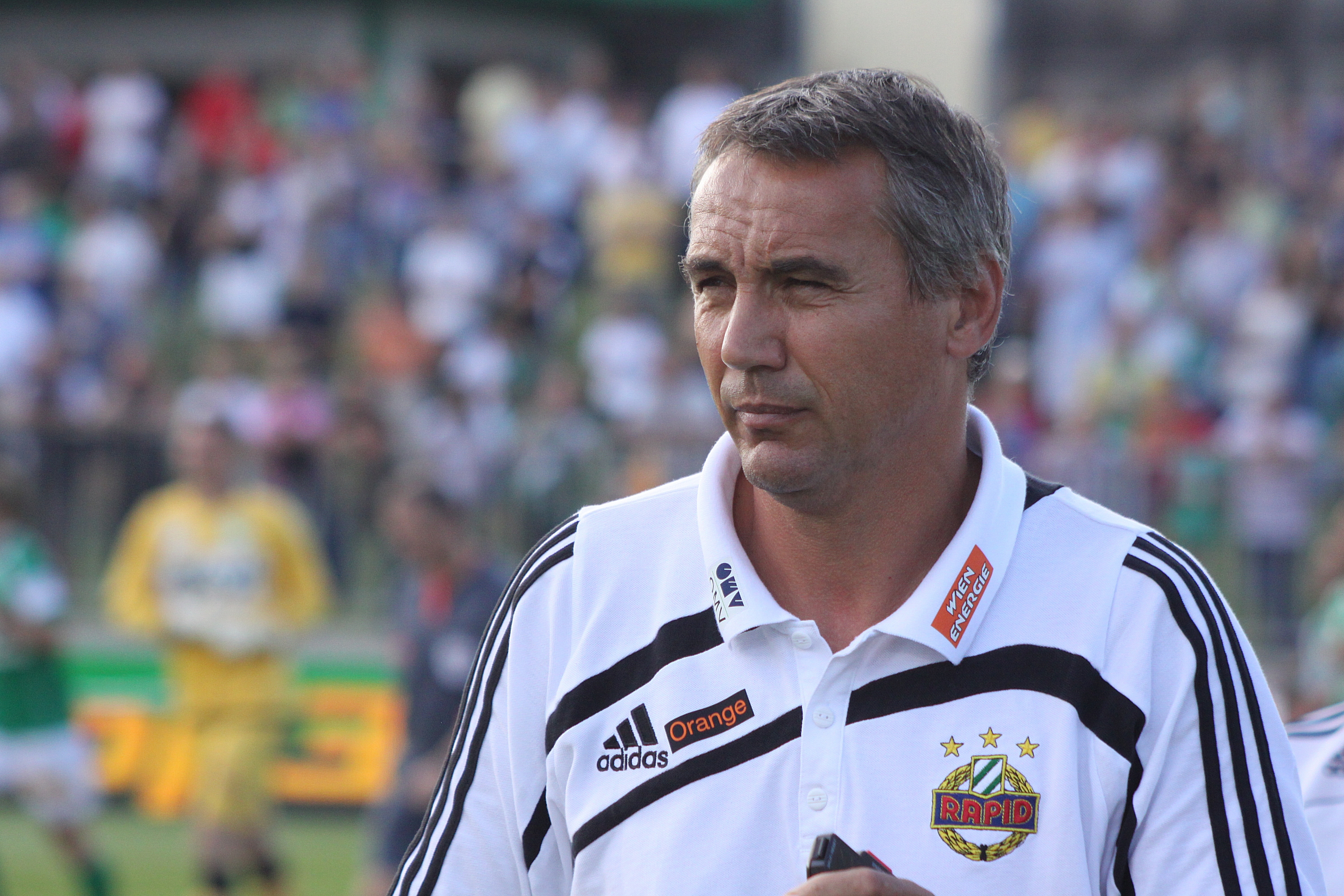
Peter Pacult (* 1959)

- Păcurar, Alexandru (* 1982), rumänischer Fußballspieler
- Păcurar, Radu Mihai (* 2001), rumänischer Skispringer
- Păcurariu, Mircea (1932–2021), rumänischer Geistlicher, Kirchenhistoriker und Theologe der Rumänisch-Orthodoxen Kirche
- Păcuraru, Andrei (1923–2002), rumänischer Politiker (PCR) und Botschafter
- Păcuraru, Paul (* 1950), rumänischer Soziologe, Wirtschaftsmanager und Politiker, Senator und Minister
- Pacuszka, Bartlomiej (* 1990), polnischer Fußballspieler
- Pacut, Beata (* 1995), polnische Judoka
- Pacuvius, römischer Legat
- Pacuvius, Marcus, römischer Schriftsteller und Maler

### Pacy
- Pacyński, Tomasz (1958–2005), polnischer Science-Fiction-Schriftsteller

### Pacz
- Pácz, Aladár (1882–1938), ungarischer Metallurg
- Pączek, Hubert (* 1982), polnischer Badmintonspieler
- Paczensky und Tenczin, Karl Heinrich von (1731–1806), königlich preußischer Generalmajor und zuletzt Kommandeur des Kürassier-Regiments Nr. 1
- Paczensky, Achim von (1951–2009), deutscher Schauspieler und Politiker
- Paczensky, Carola von (* 1958), deutsche Juristin, Richterin und Politikerin (parteilos), Staatsrätin in Hamburg
- Paczensky, Gert von (1925–2014), deutscher Journalist, Schriftsteller und Restaurantkritiker
- Paczensky, Susanne von (1923–2010), deutsche Journalistin und Buchautorin
- Paczewski, Tomasz (* 1961), polnischer Bildender Künstler, Maler und Grafiker
- Paczka, Stanisław (1945–1969), polnischer Rennrodler
- Paczka-Wagner, Cornelia (* 1864), deutsche Malerin und Grafikerin
- Pączkowski, Marcin (* 1983), polnischer Komponist und Dirigent
- Paczkowski, Paweł (* 1993), polnischer Handballspieler
- Paczolay, Péter (* 1956), ungarischer Jurist, Hochschullehrer und Richter am Europäischen Gerichtshof für Menschenrechte
- Paczoski, Józef Konrad (1864–1942), polnischer Botaniker
- Paczulla, Georg (1927–1971), deutscher SED-Funktionär; FDJ-Funktionär
- Paczuski, Krzysztof Janusz (1956–2004), polnischer Lyriker
- Paczyński, Bohdan (1940–2007), polnischer Astronom
- Paczyński, Józef (1920–2015), polnischer Auschwitzüberlebender